# Choriphyllum
Choriphyllum is een geslacht van rechtvleugeligen uit de familie doornsprinkhanen (Tetrigidae). De wetenschappelijke naam van dit geslacht is voor het eerst geldig gepubliceerd in 1838 door Serville.

## Soorten
Het geslacht Choriphyllum omvat de volgende soorten:
- Choriphyllum bahamensis Perez-Gelabert & Otte, 1999
- Choriphyllum plagiatum Walker, 1871
- Choriphyllum sagrai Serville, 1838
- Choriphyllum saussurei Bolívar, 1887